# Ушкуйники

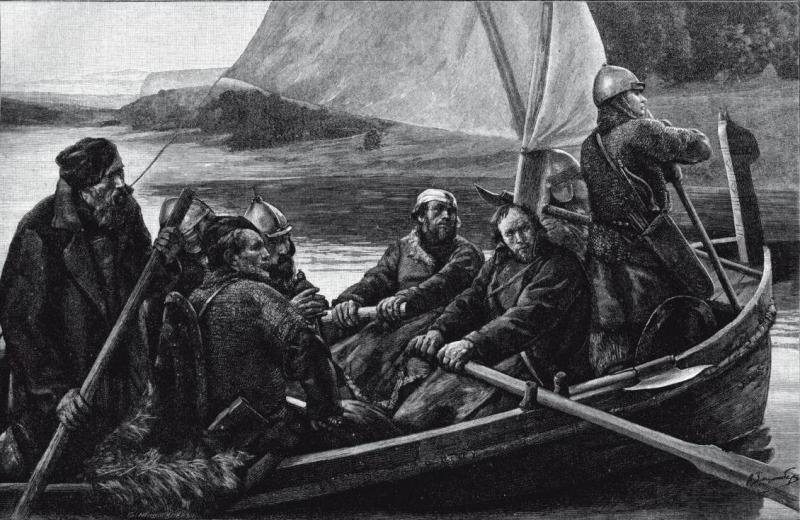
Ушкуйники. Новгородская вольница. Картина С. М. Зейденберга

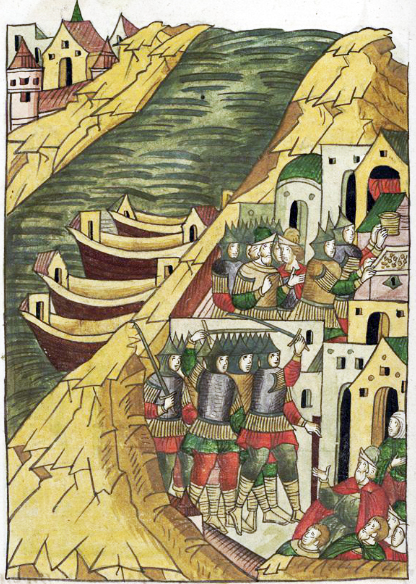
Лицевой летописный свод. Ушкуйники захватывают Кострому (1375 год), «Великого Новаграда разбойницы, 70 ушкуев, пришедше взяша Кострому град разбоем».

Ушку́йники (повольники) — новгородские пираты (преимущественно речные), которые далеко проникали на север и восток, тем самым содействуя расширению разбойничьей торговли и колоний Новгорода. Первое упоминание в летописи было в 1360 году
Летописи, по месту действия, дают ушкуйникам имя поморов или волжан. Вольные люди, входившие в вооружённую дружину, снаряжавшуюся новгородскими купцами и боярами, разъезжавшую на ушкуях и занимавшуюся торговым промыслом и набегами на Волге и Каме; повольники (на Руси XIV—XV веках), охраной приграничных территорий Великого Новгорода. Кроме того, новгородские ушкуйники промышляли на северных реках — в Новгородской и Вятской землях XIV—XV веках члены вооружённых дружин посадского войска новгородского посадника, формировавшихся для защиты северо-западных границ Руси. В свободное время от службы ушкуйники осуществляли торговые и промысловые экспедиции на Волгу и Каму. Другие названия ушкуйников — «повольники», «люди молодые», «ро́тники».

## Ушкуй
Ушкуй — используемое на Руси парусно-гребное судно XI—XV веках.
По одной версии, название связано с рекой Оскуй — правым притоком Волхова у Новгорода, где новгородцы строили, лодки называемые ими «оскуй», или «ушкуй». По другой версии, указанной в словаре Фасмера, от древневепсского «*uškoi̯» (небольшая лодка).
Изготавливались в двух вариантах: для сплава по реке и для моря. Длина ушкуя составляла 12—14 метров, ширина — 2,5 метра. Высота борта около 1 метра и осадка до 60 см. Вместимость до 30 человек. В морском варианте использовался косой парус и по обоим концам корпуса судна делались трюмы. Речной ушкуй имел прямой парус и полностью открытую палубу без трюмов. В обоих вариантах вместо руля использовалось кормовое весло.

## Предпосылки к возникновению
Принимая во внимание близкое соседство и активные контакты Новгорода (и Северо-Западной Руси в целом) с варяжскими, норманскими и померанскими землями и племенами, определённая часть жителей региона могла проявлять достаточно распространённый по тем временам подобный стиль поведения. Появление их относят к XI веку. В 1088 году булгары камские, как сообщает летопись, взяли Муром. Татищев на основании бывших у него списков делает заключение, которое принимает и Соловьёв, что булгары мстили русским за разбои по Оке и Волге, вредившие булгарской торговле. Можно указать и более ранние факты, свидетельствующие о существовании ушкуйников в начале XI века в «сердце» ушкуйничества, в Новгороде — например, поход новгородских ушкуйников в Югру, до 1032 года. В других регионах Руси ушкуйничество не достигало таких размеров, как в Новгороде, где появилось и самое название ушкуйники. Большие вольности, меньшие сдерживающие элементы демократической новгородской власти, постоянная борьба партий — всё это порождало в Новгороде особый класс, который не приписывался к какой-либо общине (как этого требовали новгородские установления для гражданской полноправности). Власти стремились освободиться от подобных буйных элементов населения и указывали им дело — расширять пределы Новгорода; землевладельцы и промышленники пользовались ими как защитниками своих интересов от иностранной экспансии; чаще всего, ушкуйники совершали свои походы на свой страх и риск. Не раз московское войско подходило к Новгороду, вынуждая новгородцев платить огромную дань.
Впрочем, несмотря на шантаж московских князей, ушкуйники продолжали свои походы. Именно ушкуйники вынудили шведов подписать мирный Ореховецкий договор, что являлось прерогативой посадского войска и посадника Новгорода Великого. В ведении посадника была обязанность следить за правопорядком на территории Новгородской республики. И реализовать ему эту обязанность помогало посадское войско. Существует мнение, что предводителем ушкуйников был новгородский посадник Васька Буслаев (1171).

## История походов
Летописные книги неоднократно отмечали походы ушкуйников.
- 1181 год. Взятие черемисского города Кокшарова (ныне Котельнич Кировской области)[10].
- 1187 год. Новгородские ушкуйники совместно с карелами напали на древнюю столицу Швеции — город Сигтуну (примерно в 50 км на север от современного Стокгольма). Русский десант основательно разорил и разграбил город, который после этого нападения навсегда утратил свои столичные функции[11][12][13][14].
- 1215-1221 года. Ушкуйники совершали серию походов в Марийское государство Якшан Кундем, но были изгнаны, а многие казнены при битве за Яранкан.
  - 1218-1219 года. Битва за Яранкан шла с октября 1218 года по апрель 1219 года, Ушкуйники за это время совершили 12 атак на город, но в итоге были разгромлены.
- 1318 год. Ладьи и ушкуи прошли в Або-Аландские шхеры и по «Полной реке» (Аурайоки) поднялись до города Або (ныне город Турку) — тогдашней столицы Финляндии. Был захвачен церковный налог Ватикана, собиравшийся в течение 5 лет. Как сказано в летописи, «приидоша в Новгород вси здорови»[15].
- 1320 год. Состоялся набег ушуйников на Мурман. Ратью руководили Лука и Игнат Малыгины[16].
- 1320 и 1323 годы. Ушкуйники нанесли удары по норвежцам (в качестве ответной меры), разорив область Финнмарк и Холугаланд (норвежские источники также упоминают набег карел). Норвежские правители обратились за помощью к папскому престолу[источник не указан 1387 дней]. Аналогичное воздействие на шведов заставило ускорить подписание последними компромиссного Ореховецкого мира с Новгородом. Войны шведов за земли Великого Новгорода на время прекратились.
- 1349 год. Последовал морской поход ушкуйников на провинцию Халогаланд, в ходе которого был взят сильно укреплённый замок Бьяркёй (норв. Bjarkøy — Берёзовый остров)[17]. Это был ответный поход на вторжение шведского короля Магнуса в Новгородские земли (1348) и 1349 года. Поход короля Магнуса стал последним из «крестовых походов» шведских рыцарей на земли Великого Новгорода. Затем свыше 100 лет на севере Руси не было серьёзных военных действий. Ушкуйники же обратили свои взоры на юго-восток, на Золотую Орду.
- 1360 год. Ушкуйники, проплыв вниз по Волге, совершили свои первые набеги на ордынский город Жукотин (недалеко от современного Чистополя) на Каме и перебили татар. Хан Хызр потребовал от Дмитрия Суздальского, как великого князя, поимки и выдачи этих ушкуйников. По решению князей суздальского, нижегородского и костромского в Костроме бояре подпоили вернувшихся из похода ушкуйников, связали их и переслали в Орду.
- 1363 год. Поход в Западную Сибирь, на реку Обь, под начальством воевод Александра Абакуновича (брат посадника Старой Руссы Фомы Абакуновича) и Степана Ляпы. Скорее всего поход имеет отношение к попытке освободить своих товарищей, проданных в рабство.
- 1366 год. Новгородские бояре Осип Варфоломеевич, Василий Фёдорович и Александр Абакунович громили караваны между Нижним Новгородом и Казанью. Хан Золотой Орды обратился с приказом к своему подданному московскому князю Дмитрию Ивановичу (будущему Донскому). Дмитрий шлёт грозную грамоту в Новгород. Бояре Новгорода отвечают отпиской: «Ходили люди молодые на Волгу без нашего слова, но гостей (купцов) твоих не грабили, били только басурман».
- 1369 год. Походы по Волге и Каме.
- 1369—1370 годы. Ушкуйники взяли Кострому и Ярославль. Эти набеги состоялись в связи с враждою Новгорода с тверским князем, который посадил своих наместников в Костроме и новгородском владении Бежецком верху.
- 1370 год. Походы по реке Волге.
- 1374 год. Поход на 90 ушкуях. Третий раз взяли город Болгар (недалеко от Казани), затем пошли вниз и взяли сам Сарай — столицу Золотой Орды; часть ушкуйников спустилась к югу, другая пошла на восток; В этот год ушкуйники основали Хлынов (Вятка).
- 1375 год. Под начальством Прокопа ушкуйники числом из 1500 нападавших разбили пятитысячную рать костромского воеводы Плещеева, а затем захватили и разграбили Кострому, где отдыхали некоторое время. Отдохнув пару недель в Костроме, ушкуйники двинулись вниз по Волге. По традиции они нанесли «визит» в города Болгар и Сарай-Берке. Правители Болгара, наученные горьким опытом, откупились большой данью, зато ханская столица Сарай-Берке была взята штурмом и разграблена. В Астрахани ушкуйники были обмануты и перебиты ханом, которым завладел всем награбленным ими добром.
- 1391 год. Поход на Жукотин. «Новгородци и устюжане и прочий съвокупившеся выидоша в насадех и в ушкеех рекою Вяткою на низ».
- 1398—1399 годы. Воевали за Северной Двиной.
- 1409 год. Воевода Анфал провёл рейд более чем из 250 ушкуев по Волге и Каме.
- 1436 год. В устье Которосли сорок ушкуйников-вятчан сумели взять в плен ярославского князя Александра Фёдоровича по прозвищу Брюхатый. Князь в это время находился во главе семитысячного войска, но имел неосторожность уединиться со своей молодой супругой несколько поодаль, за что и поплатился. На Руси этот период связан с междоусобной войной за Московский престол (Междоусобная война в Московской Руси (1425—1453)).
- 1471 год. К ушкуйничьим набегам можно отнести удачный поход вятчан с воеводой Костей Юрьевым в 1471 году на столицу Золотой Орды Сарай[18]. Вероятно, он был предпринят по просьбе Московского князя для отвлечения ордынцев во время войны Москвы с Новгородом. «Того же лета, в тоу же пороу, идоша Вятчане Камою на низъ и въ Волгоу в соудехъ и шедше взяша градъ царевъ Сарай на Волзе и множество Татаръ изсекоша, жены ихъ и дети в полонъ поимаша и множество полоноу вземше, возвратишяся. Татарове же Казаньстии переняше ихъ на Волзе, Вятчане же бившеся с ними и проидоша здравии съ всемъ полономъ, и многие тоу отъ обоихъ падоша» (Типографская летопись. ПСРЛ. Т. 24, стр. 191); «Того же лета ходили Вятчане ратью на Волгу. Воивода был у них Костя Юрьев. Да взяли Сарай и полону бесчисленная множество и княгинь сарайских» (Устюжская летопись. ПСРЛ. Т. 37, стр. 93).
- 1489 год. Иван III двинул на Вятку 64-тысячное войско под началом воевод Даниила Щени и Григория Морозова. Были в войске и казанские татары под предводительством князя Урака. 16 августа московская сила появилась под Хлыновом. Сопротивляться было невозможно. Вятчане попробовали прибегнуть к прежнему средству — подкупить воевод и заискать их милость. С этой целью они выслали воеводам хорошие поминки. Воеводы эти поминки приняли, но дали лишь день отсрочки штурма города. После начала штурма вятчане вступили в переговоры о капитуляции. Это позволило бежать значительной части осаждённых. По приказу Ивана III с Хлыновым поступили, как раньше с Новгородом: большая часть жителей была выселена в московские города, вместо них поселены столичные жители, а главных «крамольников» казнили.

Некоторые новгородские политики, проводившие линию независимости Новгорода от чрезмерного влияния сначала Золотой Орды, а затем Московского княжества, не рассматривали действия ушкуйников как негативный элемент. Хотя ушкуйничество официально считалось стихийным явлением и не относилось к вооружённой организации Новгорода, Новгородская республика призывалась к ответу за действия ушкуйников.
Андрей Курбский в своей «Повести о великом князе московском» сообщает, что в критический момент осады Казани в 1552 г. от Казани послали гонцов в Москву за частицей Креста Господня, которые «в короткое время, в три или четыре дня, посланные вятскими скоростными судами водой добрались до Нижнего Новгорода». Скоростным мог быть только ушкуй — небольшое судно с малым сопротивлением воды, легко шедшее при попутном ветре под парусом. Эти и другие подобные сообщения заставляют историков полагать, что значительная часть ушкуйников в XIV веке обосновалась на Вятке (Хлынов), бывшей в ту пору особой республикой.
Ушкуйничество встречается и в XV веке, но уже в более слабой форме: централизация и укрепление власти и силы в руках московских князей значительно уменьшили количество стихийных нападений, в которых участвовали ушкуйники.

## Конец ушкуйничества и Вятской вечевой республики
Часть населения Хлынова перевезли в московские пределы. Великий князь велел их расселить в Боровске, Алексине и Кременце, где им были даны усадьбы и земли, торговых же людей поселили в Дмитрове. Непокорных воевод с их дружинами расселили по южным и западным приграничным районам Московского княжества. Часть вятчан была поселена даже в подмосковной слободе: нынешнее московское село Хлыново. Потомки ушкуйников после разгона Вятского веча ушли на восток Вятского края. Одни селились в вятских и пермских лесах, а другие ушли на Дон и Волгу. Именно на Волге формировалось волжское казачество, перенявшее традиции ушкуйников. А многие современные лингвисты находят сходство в говоре донских казаков, новгородцев и жителей Вятского края. Также можно найти сходные особенности народной культуры донских казаков, новгородцев и вятчан.
Окончательно покончить с Вятской вечевой республикой ушкуйников Москве удалось лишь в 1489 году.

## Экспедиция «Ушкуйники»
В 1992 году состоялась экспедиция из Великого Новгорода в Пустозерск под руководством И. Н. Просвирнина, по рекам: Волхов — Свирь — Онега — Северная Двина — Пинега — Кулой — Мезень — Цильма — Печора.